# Джонс, Сюзанна Мушатт
Сюзанна Мушатт Джонс (англ. Susannah Mushatt Jones; 6 июля 1899, округ Лаундс, Алабама — 12 мая 2016, Бруклин, Нью-Йорк) — афроамериканская долгожительница, после смерти Джералин Тэлли — самая пожилая жительница США, согласно официальной верификации. На момент смерти была старейшим живущим верифицированным человеком в мире и последней жительницей США, родившейся в XIX веке.

## Биография
Сюзанна Мушатт Джонс родилась 6 июля 1899 года в округе Лаундс (Алабама) в многодетной семье. Она была третьим ребенком из 11 детей . Её Родители были фермерами, обрабатывающими ту же землю, что и её бабушка и дедушка, в прошлом рабы. В 1922 она закончила среднюю школу-интернат. Желая стать учительницей и будучи отобранной на педагогическую программу Института Таскиги, из-за отсутствия денег в семье, Джонс не смогла начать учёбу.
В 1923 году она переехала в Нью-Йорк, где устроилась работать няней. Работая в обеспеченных семьях, Джонс получала зарплату в размере 7 долларов в неделю.  Несколько лет спустя она и её несколько одноклассников организовали фонд "Калхун", предоставляющий стипендии перспективным афро-американским ученикам её родной школы-интерната, которые не могли позволить себе расходы на учёбу. В 1928 году она вышла замуж за Генри Джонса, брак с которым продлился пять лет. Джонс не имела биологических детей, но участвовала в судьбе своих племянниц и племянников, которых насчитывалось более 100. Она отправила двух племянниц в колледж и помогла другим найти работу за пределами Алабамы .
В 1965 году Джонс вышла на пенсию, став жить вместе с племянницей и помогая ей с воспитанием детей. Вскоре после этого  провела в доме престарелых «Ванделия» в Бруклине. Даже в доме престарелых Мушат Джонс оставалась активна, и до 106 лет выполняла функцию "смотрительницы" за остальными жильцами.
Джонс никогда не курила и не употребляла алкоголь. Она спала около десяти часов в сутки и дремала в течение дня. В интервью она рассказывала, что она любила по утрам есть яичницу с беконом.
В последние годы жизни Джонс ослепла (из-за глаукомы) и частично оглохла . Она передвигалась в инвалидной коляске. Сюзанна Мушатт Джонс умерла в своем доме в Бруклине после непродолжительной болезни 12 мая 2016 г. в возрасте 116 лет и 311 дней .  После её смерти Эмма Морано стала самым старым живым человеком в мире, а также последним живым человеком, родившимся до 1900 года .

## Рекорды долголетия
- 17 июня 2015 года Джонс стала старейшим ныне живущим человеком в мире.
- 6 июля 2015 года Джонс стала 13-м человеком в мире, официально достигшим 116-летнего возраста.
- С 14 октября 2015 года по 9 марта 2018 года Джонс входила в десятку старейших верифицированных людей в истории.
- С 8 апреля 2016 года Джонс являлась седьмым старейшим верифицированным человеком в истории.